# John Bradley-West

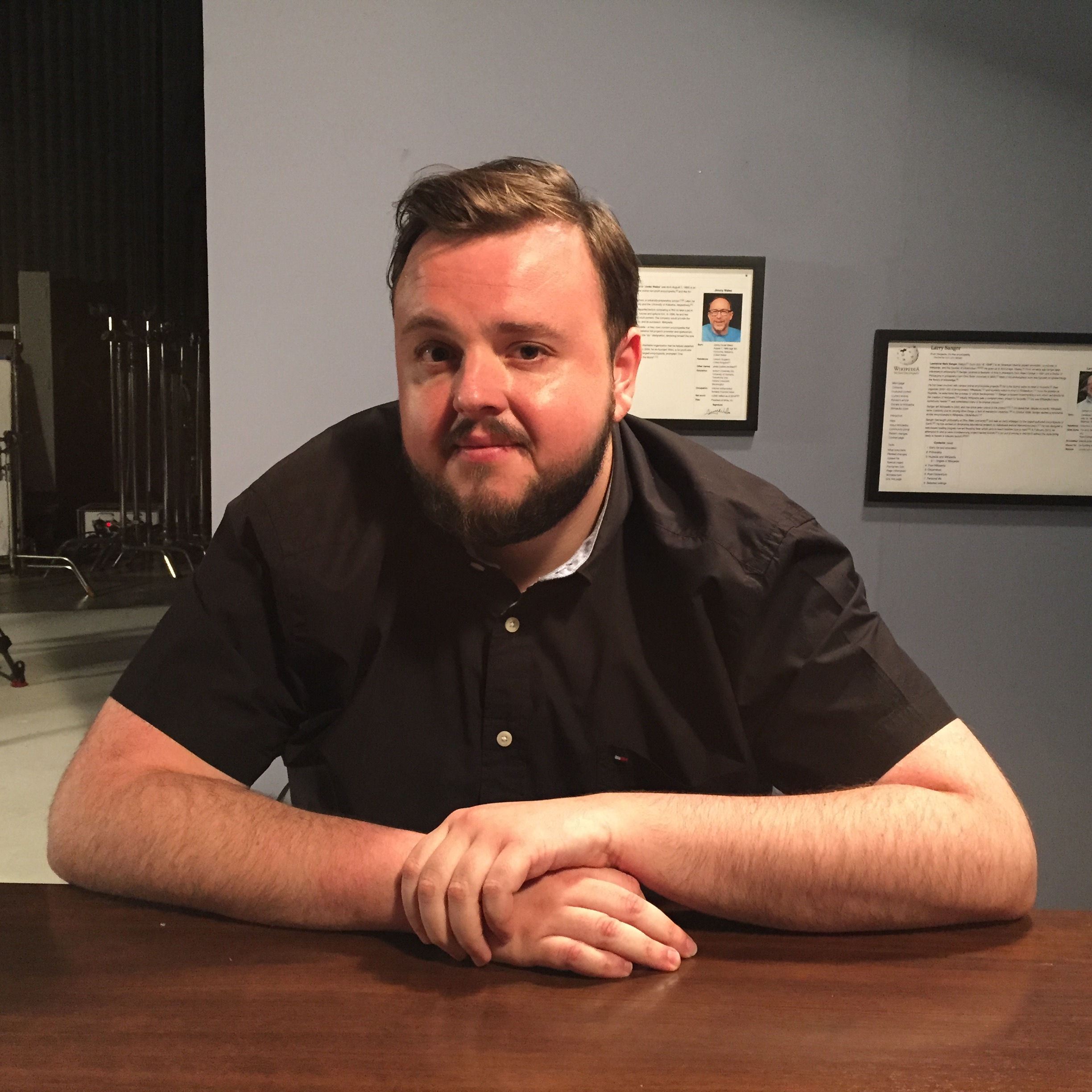
John Bradley West in 2017

John Bradley West (september 1988) is een Brits acteur.
Bradley West is het best bekend als Samwell Tarly uit de fantasy-televisieserie Game of Thrones van HBO.
In 2022 speelde hij mee in de film Moonfall als één van de hoofdpersonen.

## Biografie
Bradley West groeide op in Wytenshawe, een district van Manchester. Hij studeerde af van het Loreto College in Cheadle Hulme en de Manchester Metropolitan School of Theatre.

## Carrière
Bradley West speelde een kleine rol in het tv-drama Borgia (niet te verwarren met de televisieserie The Borgias).
Hij werd vooral bekend als Samwell Tarly uit de fantasy-televisieserie Game of Thrones waar hij soms voor de komische noot zorgt.
- Bibliothèque nationale de France: cb141585545 (data)
- Gemeinsame Normdatei: 1195480717
- International Standard Name Identifier: 0000 0003 7410 4892
- Library of Congress Control Number: no2013019806
- Nationale Bibliotheek van Israël: 987007329876305171
- Système universitaire de documentation: 177452412
- Virtual International Authority File: 42049381
- WorldCat: E39PBJyMjRckG4TVyGR44vXWXd